# Ясногірська селищна рада
Ясногірська се́лищна ра́да — орган місцевого самоврядування у складі Краматорської міської ради Донецької області. Адміністративний центр — селище міського типу Ясногірка.

## Загальні відомості
- Територія ради: 12 км²
- Населення ради: 8293 особи (станом на 1 січня 2013 року)

## Населені пункти
Селищній раді підпорядковані населені пункти:
- смт Ясногірка

## Склад ради
Рада складається з 30 депутатів та голови.
- Голова ради: Мірошниченко Галина Володимирівна
- Секретар ради: Федоренко Ірина Петрівна

### Керівний склад попередніх скликань
| ПІБ                               | Основні відомості                                                                      | Дата обрання | Дата звільнення |
| --------------------------------- | -------------------------------------------------------------------------------------- | ------------ | --------------- |
| Мірошніченко Галина Володимирівна | Селищний голова, 1960 року народження, позапартійна                                    | 26.03.2006   | 31.10.2010      |
| Мірошниченко Галина Володимирівна | Селищний голова, 1960 року народження, освіта середня спеціальна, член Партії регіонів | 31.10.2010   |                 |

Примітка: таблиця складена за даними джерела

### Депутати
За результатами місцевих виборів 2010 року:
- Кількість депутатських мандатів у раді: 30
- Кількість депутатських мандатів, отриманих кандидатами у депутати за результатами виборів: 27
- Кількість депутатських мандатів у раді, що залишаються вакантними: 3

#### За суб'єктами висування
| Суб'єкт висування                  | Кількість обраних депутатів | %    |
| ---------------------------------- | --------------------------- | ---- |
| Партія регіонів                    | 23                          | 85,2 |
| Самовисування                      | 3                           | 11,1 |
| Партія «Громадянська солідарність» | 1                           | 3,7  |

#### За округами
| № округу                           | Прізвище, ім'я, по батькові      | Дата визнання обраним | Освіта                    | Партійна приналежність                  | Відомості про обраного депутата                                            |
| ---------------------------------- | -------------------------------- | --------------------- | ------------------------- | --------------------------------------- | -------------------------------------------------------------------------- |
| Партія «Громадянська солідарність» |                                  |                       |                           |                                         |                                                                            |
| 29                                 | Кривозуб Сергій Миколайович      | 03.11.2010            | Освіта середня            | член Партії «Громадянська солідарність» | ТОВ «Кенді-трейд», начальник торгового відділу                             |
| Партія регіонів                    |                                  |                       |                           |                                         |                                                                            |
| 1                                  | Третьякова Надія Федорівна       | 03.11.2010            | Освіта середня            | позапартійна                            | тимчасово не працює                                                        |
| 2                                  | Печерська Ірина Олександрівна    | 03.11.2010            | Освіта середня            | позапартійна                            | загальноосвітня школа № 30, старша вожата                                  |
| 3                                  | Збродько Олександр Володимирович | 03.11.2010            | Освіта середня            | член Партії регіонів                    | ЗАТ «Новокраматорський машинобудівний завод», електрозварювальник          |
| 4                                  | Лиховий Віктор Костянтинович     | 03.11.2010            | Освіта середня спеціальна | член Партії регіонів                    | ЗАТ «Новокраматорський машинобудівний завод», механік                      |
| 5                                  | Федоренко Ірина Петрівна         | 03.11.2010            | Освіта вища               | позапартійна                            | Ясногірська селищна рада, секретар                                         |
| 6                                  | Макогон Андрій Миколайович       | 03.11.2010            | Освіта вища               | член Партії регіонів                    | ЗАТ «Новокраматорський машинобудівний завод», старший керівник електроцеху |
| 8                                  | Шевченко Світлана Миколаївна     | 03.11.2010            | Освіта вища               | член Партії регіонів                    | загальноосвітня школа № 30, заступник директора                            |
| 9                                  | Горяник Людмила Павлівна         | 03.11.2010            | Освіта вища               | позапартійна                            | ЗАГ КЗМК, головний бухгалтер                                               |
| 10                                 | Веріхова Світлана Василівна      | 03.11.2010            | Освіта вища               | позапартійна                            | загальноосвітня школа № 30, вчитель                                        |
| 11                                 | Кравченко Наталія Олексіївна     | 03.11.2010            | Освіта середня            | член Партії регіонів                    | ЗАТ «Новокраматорський машинобудівний завод», бухгалтер                    |
| 12                                 | Ковальов Євген Іванович          | 03.11.2010            | Освіта вища               | позапартійний                           | пенсіонер                                                                  |
| 14                                 | Шестопалова Ірина Миколаївна     | 03.11.2010            | Освіта середня            | член Партії регіонів                    | ЗАТ «Новокраматорський машинобудівний завод», секретар Мх.13               |
| 16                                 | Каранда Зоя Вікторівна           | 03.11.2010            | Освіта вища               | член Партії регіонів                    | загальноосвітня школа № 30, вчитель                                        |
| 17                                 | Петренко Ірина Іванівна          | 03.11.2010            | Освіта вища               | член Партії регіонів                    | ВАТ КЗВВ, завідувачка лабораторії                                          |
| 18                                 | Коялене Олена Вікторівна         | 03.11.2010            | Освіта вища               | позапартійна                            | Ясногірська селищна рада, інспектор військово-облікового столу             |
| 21                                 | Ільченко Лариса Василівна        | 03.11.2010            | Освіта вища               | член Партії регіонів                    | пенсіонер                                                                  |
| 22                                 | Соловйов Борис Іванович          | 03.11.2010            | Освіта середня            | член Партії регіонів                    | пенсіонер                                                                  |
| 23                                 | Чепурна Наталія Іванівна         | 03.11.2010            | Освіта середня спеціальна | позапартійна                            | ПП «Чепурна Н. І.», підприємець                                            |
| 24                                 | Штанько Валерій Іванович         | 03.11.2010            | Освіта вища               | член Партії регіонів                    | ВАТ «ЕМСС», начальник дільниці                                             |
| 25                                 | Кудінов Володимир Олександрович  | 03.11.2010            | Освіта середня            | член Партії регіонів                    | ЗАТ «Новокраматорський машинобудівний завод», електрик                     |
| 27                                 | Волошина Тетяна Леонідівна       | 03.11.2010            | Освіта вища               | позапартійна                            | ЗАГ КЗМК, збірник                                                          |
| 28                                 | Решетов Дмитро Олексійович       | 03.11.2010            | Освіта середня            | позапартійний                           | ЮЗ «Золото», ювелір-монтажник                                              |
| 30                                 | Кунік Борис Євгенович            | 03.11.2010            | Освіта вища               | позапартійний                           | ЗАТ «Новокраматорський машинобудівний завод», токар                        |
| Самовисування                      |                                  |                       |                           |                                         |                                                                            |
| 7                                  | Алексєєнко Сергій Володимирович  | 03.11.2010            | Освіта вища               | член Партії регіонів                    | ЗАТ «Новокраматорський машинобудівний завод», інженер-конструктор          |
| 13                                 | Міндяк Тетяна Вікторівна         | 03.11.2010            | Освіта вища               | позапартійна                            | Ясногірська селищна рада, головний бухгалтер                               |
| 15                                 | Друзяка Вячеслав Борисович       | 03.11.2010            | Освіта вища               | член Партії регіонів                    | ЗАТ «Новокраматорський машинобудівний завод», секретар                     |